# Redhawk (videogioco)
Redhawk, scritto anche The Fantastic Adventures of Redhawk nell'introduzione e Red Hawk sulla copertina di una delle edizioni, è un videogioco di avventura testuale pubblicato nel 1986 per Amstrad CPC, Commodore 64 e ZX Spectrum dalla Melbourne House. Ha per protagonista un supereroe omonimo ed è caratterizzato da un insolito sistema di illustrazioni grafiche sotto forma di sequenze di vignette da fumetto. Fu seguito lo stesso anno da Kwah!, con lo stesso personaggio e interfaccia molto simile.

## Trama
Il protagonista è Kevin Oliver, apparentemente una persona comune, che gridando la parola Kwah è in grado di trasformarsi in Redhawk (traducibile "falco rosso"), un supereroe mascherato in rosso, capace di volare e dotato di forza sovrumana. All'inizio del gioco Kevin si ritrova appena dimesso dall'ospedale e senza ricordare nulla, ma ha in mente la parola Kwah. Una delle prime cose che dovrà fare sarà trovare lavoro al giornale Daily News come fotoreporter indipendente. Come Redhawk potrà combattere i criminali, sia comuni sia dotati di superpoteri, guadagnandosi il favore dell'opinione pubblica, o anche ottenere una fama negativa. Nel corso del gioco si scopre l'obiettivo finale: qualcuno ha deciso di piazzare una bomba alla centrale nucleare della città e Redhawk deve fermarla prima che sia troppo tardi.

## Modalità di gioco
L'avventura è soltanto in inglese ed è costantemente illustrata da una striscia di tre vignette monocromatiche nella metà superiore dello schermo. Man mano che si verificano gli eventi, nuove vignette compaiono una alla volta nella casella di destra, mentre le vignette precedenti scorrono progressivamente verso sinistra fino a scomparire. Ciò che dicono Kevin e gli altri personaggi compare nelle nuvolette, come testo scorrevole se lo spazio non basta. Ulteriori informazioni vengono fornite come didascalie all'interno delle vignette, o tramite una linea di messaggi sopra le vignette.
In basso si ha la finestra di inserimento dei comandi. L'interfaccia fornisce anche 10 combinazioni rapide, basate sui tasti numerici, per introdurre comandi di uso comune. Si può inoltre spostare il cursore per riutilizzare comandi digitati recentemente. Sono supportate anche frasi complesse con più comandi concatenati. Per comunicare con altri personaggi (secondo Crash 29 si incontrano altri 5 personaggi principali e 4 supercattivi) si usa il comando say "..." che imposta direttamente ciò che il protagonista dice nella nuvoletta.
Il gioco avviene in tempo reale e le vignette possono progredire anche senza che si inviino comandi. Sotto le vignette viene mostrato l'orologio con i secondi, che scorre costantemente, mentre le azioni più lente come gli spostamenti causano salti in avanti dell'orario.
Altre due indicazioni fisse sono le barre dell'energia e della popolarità. Essere nella forma Redhawk consuma energia, e se la si esaurisce si ridiventa forzatamente Kevin. Quando invece si è nella forma Kevin, l'energia si ricarica lentamente. Il livello di energia determina anche la forza in eventuali combattimenti in corpo a corpo. La popolarità aumenta se si catturano criminali, mentre diminuisce se questi riescono a fuggire o se Redhawk stesso commette dei crimini. I cittadini tendono a non aiutare Redhawk se la sua popolarità è bassa.
Un altro fattore da considerare sono i soldi, che Kevin deve procurarsi e necessita ad esempio per prendere taxi e treni. L'inventario degli oggetti posseduti, compreso il denaro, è testuale e appare solo su richiesta.
La partita può essere salvata nella memoria volatile oppure su cassetta.